# Cornhouse Creek (Belize)
Der Cornhouse Creek ist ein Fluss im Belize District in Belize. Er ist etwa 25 km lang und mündet bei der Southern Lagoon in den Manatee River.

## Verlauf
Das Einzugsgebiet umfasst ca. 90 km². Die Quelle liegt im Manatee Forest Reserve, sechs Kilometer südöstlich von Frank’s Eddy. Von dort fließt der Fluss zuerst nach Nordosten und dann nach Südosten.
Der Manatee Highway verläuft mit einer Brücke über den Fluss. Von rechts mündet der Mahogany Creek (Content Creek) und von links der Dew Creek. Dann mündet der Cornhouse Creek selbst in den Manatee River, der einen Kilometer weiter in die Southern Lagoon mündet.
Von dort läuft ads Wasser über den Bar River in das Karibische Meer ab.
Am ganzen Verlauf des Flusses gibt es keine Siedlung. Das Gebiet ist vor allem Busch- und Sumpfland. Die nächstgelegene Orte sind Frank’s Eddy und Gales Point an der Southern Lagoon, fünf Kilometer entfernt von der Mündung.